# Budulmukh, Chikodi
Budulmukh là một làng thuộc tehsil Chikodi, huyện Belgaum, bang Karnataka, Ấn Độ.